# Síndrome de McKusick-Kaufman
A Síndrome de McKusick-Kaufman é uma doença autossômica recessiva associada à proteína MKKS. Esta doença foi nomeada pelo médico Dr. Robert L. Kaufman e pelo médico Victor McKusick. Às vezes, recebe a abreviação de MKS. Durante a infância, o diagnóstico torna-se difícil devido às semelhanças da síndrome de McKusick-Kaufman com a síndrome de Bardet-Biedl. Os sintomas, no entanto, tendem a aparecer durante a idade adulta.

## Genética
A síndrome de McKusick-Kaufman é resultado de uma herança de dominância autossômica recessiva. Ambos os pais da pessoa afetada devem ser portadores heterozigóticos de variação patogênica. Os portadores heterozigóticos da síndrome sequer apresentam os sintomas ou desenvolvem a patologia. Cada filho originário de pais heterozigóticos apresentam 1/4 de chance de ser afetado pela síndrome, uma chance de portar o gene para a doença e 1/4 de chance de não ser afetado e de não portar o gene patológico.

## Ocorrência
De acordo com pesquisas médicas recentes, mais de 90 indivíduos com o fenótipo da síndrome de McKusick-Kaufman vêm de grupos étnicos diferentes.

## Características
Em termos clínicos, a síndrome de McKusick-Kaufman é caracterizada pela combinação de cardiopatias, malformação congênita e polidactilia pós-axial. Em relação às suas características, as mais comuns são:
- Atresia vaginal com hidrocolpos
- Surgimento duplo de vagina ou útero
- Hipospádia, curvamento anormal do pênis e criptorquia
- Estenose e atresia do canal da uretra
- Hipoplasia pulmonar[5]
- Doença de Hirschsprung[5]
- Imperfuração anal[5]
- Fístula reto-vaginal[5]
- Fístula vesico-vaginal[5]
- Doença do rim policístico[5]
- Hidronefrose[5]
- Hidroureter[5]
- Luxação congênita do quadril[5]
- Sindactilia[5]
- Edema periférico[5]

## Diagnóstico
O diagnóstico da síndrome é feito com base em exames clínicos. Para descobrir a possível incidência da doença, os pacientes devem ter pelo menos 5 anos de idade, além da ausência da síndrome de Bardet-Biedl. Marcadores bialélicos de variações patogênicas da síndrome servem para estabilizar o diagnóstico geral da doença. Existem três tipos de teste molecular que identificam a doença, sendo eles:
- Teste de um único gene: análise da sequência da proteína MKKS após uma duplicação gênica, caso nenhuma variante patogênica seja encontrada
- Teste de múltiplos genes: análise da sequência de genes na proteína MKKS e de outros genes de interesse
- Teste genômico: análise da sequência genômica, considerando uma possível análise mitocondrial nos casos em que o teste de um único gene não tenha apresentado resultados fidedignos ou compreensíveis

## Tratamento
Por ser uma doença congênita, o tratamento para a síndrome não é tão usual ou apresenta resultados compreensíveis. No entanto, existem cuidados relacionados aos pacientes afetados com a doença. Os afetados devem, portanto, realizar ultrassom pélvico para detectar malformações do trato unitário, radiografias esqueléticas, eletrocardiograma, ecocardiogramas, ultrassonografia do rim, detecção de anomalia em habilidades cognitivas, consultas genéticas e exames oftalmológicos. No entanto, os médicos apresentarão exames mais adequados a depender do nível de convergência da patologia.